# Arrondissement Montfort-sur-Meu
Montfort-sur-Meu is een voormalig arrondissement in het departement Ille-et-Vilaine in de Franse regio Bretagne. Het arrondissement werd op 17 februari 1800 gevormd en op 10 september 1926 opgeheven. De vijf kantons werden bij de opheffing toegevoegd aan het arrondissement Rennes.

## Kantons
Het arrondissement was samengesteld uit de volgende kantons:
- kanton Bécherel
- kanton Montauban-de-Bretagne
- kanton Montfort-sur-Meu
- kanton Plélan-le-Grand
- kanton Saint-Méen-le-Grand